# 双酚F
双酚F（英語：Bisphenol F，缩写BPF，系统名4,4’-二羟基二苯甲烷，4,4’-dihydroxydiphenylmethane）是一种芳香型有机化合物，化学式(HOC
6H
4)
2CH
2，和双酚A结构类似，同属于双酚系列，但少了两个甲基基团。BPF由一分子甲醛（Formaldehyde）和两分子苯酚合成，因而得名。BPF用于工业生产塑料和环氧树脂，增加材料厚度和耐久性。